# Municipio de Tierra Blanca (Guanajuato)
El municipio de Tierra Blanca es uno de los 46 municipios que conforman el estado de Guanajuato, en México. Su cabecera es la población de Tierra Blanca.

## Ubicación
Tierra Blanca se encuentra localizada en el noreste del territorio estatal de Guanajuato y en sus límites con el estado de Querétaro. Tiene una extensión territorial de 410,482 kilómetros cuadrados y sus coordenadas extremas son 20° 55' - 21° 10' de latitud norte y 100° 00' - 100° 18' de longitud oeste. Su altitud fluctúa entre los 1 600 y los 3 300 metros sobre el nivel del mar.
El territorio municipal limita al oeste con el municipio de San José Iturbide, al noroeste con el municipio de Doctor Mora, al norte con el municipio de Victoria y al noreste con el municipio de Santa Catarina. Al sur y al sureste el municipio limita con el estado de Querétaro, correspondiendo estos con el municipio de municipio de Colón y con el municipio de Tolimán.

## Turismo
- Área natural El Salto
- Área Natural Protegida Pinal del Zamorano
- Santuario de Cactáceas Gigantes

### Orografía e hidrografía
El municipio está enclavado en la Sierra Gorda, y por lo tanto su suelo es montañoso; solamente en una pequeña área en el norte y noroeste se encuentran tierras planas. Sus principales elevaciones son El Zamorano. La Concha, Cóconas, Garbanzo y cerro de Los Caballos. La altitud promedio estas elevaciones es de 2300 metros sobre el nivel del mar. El suelo es de estructura granular, con una consistencia de friablea muy firme, y textura que va de franco arenoso a arcilloso, su pH es de 6.6 a 7, tiene origen inchú coluvial a aluvial. 
Las principales corrientes de agua del municipio corren de sur a norte, formando el río Pinal de Zamorano, en el que desembocan los arroyos El Cuervo, Las Peras, El Pino, y Las Moras.

### Clima
El clima es semicálido subhúmedo con lluvias en verano, de menor humedad. La temperatura media anual es de 19.4 °C. La precipitación total anual es de 866 milímetros.

## Demografía
La población total de Tierra Blanca de acuerdo con el Censo de Población y Vivienda de 2020 realizado por el Instituto Nacional de Estadística y Geografía es de 20 007 habitantes, de los cuales 9 663 son hombres y 10 344 son mujeres.

### Localidades
En el censo de 2020 el municipio de Tierra Blanca contaba con 69 localidades.
| Código INEGI      | Localidad             | Población (2020) |
| ----------------- | --------------------- | ---------------- |
| 110400001         | Tierra Blanca         | 2 428            |
| 110400038         | Rincón del Cano       | 1 716            |
| 110400011         | Cuesta de Peñones     | 1 334            |
| 110400057         | Cano de San Isidro    | 1 054            |
| 110400016         | Fracción de Guadalupe | 1 016            |
| Otras localidades | Otras localidades     | 12 459           |
| Total municipal   | Total municipal       | 20 007           |

## Gobierno y política
Tierra Blanca es uno de los 46 Municipios Libres pertenecientes al Estado de Guanajuato, cuya Constitución Política establece que:
"ARTÍCULO 106. El Municipio Libre, base de la división territorial del Estado y de su organización política y administrativa, es una Institución de carácter público, constituida por una comunidad de personas, establecida en un territorio delimitado, con personalidad jurídica y patrimonio propio, autónomo en su Gobierno Interior y libre en la administración de su Hacienda."
"ARTÍCULO 107. Los Municipios serán gobernados por un Ayuntamiento. La competencia de los Ayuntamientos se ejercerá en forma exclusiva y no habrá ninguna autoridad intermedia entre los Ayuntamientos y el Gobierno del Estado."
El gobierno del municipio le corresponde al Ayuntamiento estando éste conformado por el presidente municipal, el síndico y un cabildo compuesto por regidores electos por mayoría relativa y cinco mediante el principio de representación proporcional. Todo el ayuntamiento es electo para un periodo de tres años que no son renovables para el periodo consecutivo, pero si de forma no continua y entra a ejercer su cargo el día 10 de octubre del año de la elección.

### Representación legislativa
Para la elección de Diputados locales al Congreso de Guanajuato y de Diputados federales a la Cámara de Diputados, el municipio de Tierra Blanca se encuentra integrado en los siguientes distritos electorales:
Local:
- Distrito electoral local 2 de Guanajuato con cabecera en San Luis de la Paz.[9]

Federal:
- Distrito electoral federal 1 de Guanajuato con cabecera en San Luis de la Paz.[10]